# 배방읍
배방읍(排芳邑)은 충청남도 아산시의 동남부에 위치한 읍이다. 읍사무소는 공수리에 있다.
배방읍은 크게 봉강천을 경계로 서쪽의 배방읍내와 동쪽의 신도시권(장재리·세교리·휴대리)으로 권역이 나뉜다. 1990년대부터 모산역이 위치한 읍내를 중심으로 많은 아파트가 지어졌고, 신도시권은 장재리에 위치한 천안아산역을 중심으로 아산신도시가 조성되면서 천안시의 도심과 연담화되어 인구가 빠르게 증가하고 있다.
초등학교 7개, 중학교 3개, 고등학교2개가 위치해 있으며 추가적으로 호서대학교가 위치해있다. 
아산신도시의 개발에 따라 번화가가 조성되고 있음으로 호서대학교 근처에서 대학가로 발전될 가능성이 있다.

## 지명 유래
배방이라는 지명은 온양 방씨와 관련이 있다. 당나라 한림학사인 방지의 6세손 방운이 고려 태조를 도와 고려 창업부터 성종 대까지 60여 년간 공을 세워 온수군에 봉해지고, 온양, 신창, 아산 3읍을 하사받으면서 방씨를 우러러본다는 뜻으로 배방이라 일컬었다. 중리에는 조선 초기 명재상인 맹사성 일가의 고택이 있는 아산 맹씨 행단이 있다.

## 연혁
- 조선 시대 : 온양군의 동상면(東上面), 동하면(東下面)
- 1914년 4월 1일 : 온양군, 아산군, 신창군이 아산군으로 통폐합되어 아산군 배방면이 되었다.

| 조선총독부령 제111호 |                                               |
| 구 행정구역          | 신 행정구역                                   |
| 온양군 동상면        | 배방면 갈매리, 공수리, 북수리, 세출리, 회룡리 |
| 온양군 동하면        | 배방면 세교리, 장재리, 휴대리                 |
| 온양군 군내면        | 배방면 수철리, 신흥리, 중리, 남리             |
- 1986년 1월 1일 : 남리(南里)가 온양시로 편입되어 온양시 남동이 되었다.
- 1987년 1월 1일 : 탕정면 구령리(九靈里)를 편입하였다.
- 1995년 1월 1일 : 온양시와 아산군이 도농복합시인 아산시로 통합되어 아산시 배방면이 되었다.
- 2007년 5월 7일 : 공수리에서 중앙하이츠1차아파트 일대를 공수10리, 중앙하이츠2차아파트 일대를 공수11리, 한성필하우스아파트 일대를 공수12리, 한라비발디아파트 일대를 공수13리, 대우푸르지오아파트 일대를 공수14리로 분할[1]
- 2007년 9월 17일 : 북수리에서 금호어울림아파트 일대를 북수8리로 분할[2]
- 2008년 9월 5일 : 공수리에서 한성필하우스2차아파트 일대를 공수15리로 분할, 북수리에서 배방자이2차아파트 일대를 북수9리로, 롯데캐슬아파트 일대를 북수10리로, 중앙하이츠3차아파트 일대를 북수11리로 분할, 갈매리에서 배방자이1차아파트 일대를 갈매3리로 분할[3]
- 2009년 5월 1일 : 배방면이 배방읍으로 승격하였다.[4]
- 2010년 9월 27일 : 배방읍의 인구가 인구 5만 명을 돌파하였다.
- 2011년 9월 26일 : 장재리에서 용연마을 휴먼시아2단지아파트 일대를 장재2리로, 휴먼시아3단지아파트 일대를 장재3리로, STX KAN 4단지아파트 일대를 장재4리로, 5단지 부지 일대를 장재5리로, 연화마을 STX KAN 6단지아파트 일대를 장재6리로, 휴먼시아7단지아파트 일대를 장재7리로, 휴먼시아8단지아파트 일대를 장재8리로, 9단지 부지 일대를 장재9리로, 10단지 부지 일대를 장재10리로, 장재마을 휴먼시아11단지아파트 일대를 장재11리로 분할[5]
- 2012년 3월 9일 : 공수리에서 아산배방삼정그린코아아파트 일대를 공수16리로, 아산배방2차푸르지오아파트 일대를 공수17리로 분할, 장재리에서 요진와이시티 일대를 장재12리로, 와이시티오피스텔 일대를 장재13리로, 펜타폴리스 일대를 장재14리로 분할 및 그 외 장재15~18리 분할[6]

## 행정 구역
| 법정리 | 행정리 | 비고 |
| ------ | --- | --- |
| 갈매리 | 갈매1리, 갈매2리, 갈매3리 | 2008년 9월 5일 갈매3리 신설                                                                                        |
| 공수리 | 공수1리, 공수2리, 공수3리, 공수4리, 공수5리, 공수6리, 공수7리, 공수8리, 공수9리, 공수10리, 공수11리, 공수12리, 공수13리, 공수14리, 공수15리, 공수16리, 공수17리           | 읍행정복지센터 소재지 2007년 5월 7일 공수10~14리 신설 2008년 9월 5일 공수15리 신설 2012년 3월 9일 공수16,17리 신설 |
| 구령리 | 구령1리, 구령2리 | |
| 북수리 | 북수1리, 북수2리, 북수3리, 북수4리, 북수5리, 북수6리, 북수7리, 북수8리, 북수9리, 북수10리, 북수11리                                                                       | 2007년 9월 17일 북수8리 신설 2008년 9월 5일 북수9~11리 신설                                                        |
| 세교리 | 세교1리, 세교2리, 세교3리, 세교4리, 세교5리 | |
| 세출리 | 세출리 | |
| 수철리 | 수철1리, 수철2리, 수철3리 | |
| 신흥리 | 신흥1리, 신흥2리 | |
| 장재리 | 장재1리, 장재2리, 장재3리, 장재4리, 장재5리, 장재6리, 장재7리, 장재8리, 장재9리, 장재10리, 장재11리, 장재12리, 장재13리, 장재14리, 장재15리, 장재16리, 장재17리, 장재18리 | 2011년 9월 26일 장재2~11리 신설 2012년 3월 9일 장재12~18리 신설                                                    |
| 중리   | 중1리, 중2리, 중3리 | |
| 회룡리 | 회룡1리, 회룡2리 | |
| 휴대리 | 휴대1리, 휴대2리, 휴대3리, 휴대4리 | |

## 교육
- 배방초등학교 (북수리)
- 모산초등학교 (공수리)
- 금곡초등학교 (중리)
- 아산북수초등학교 (북수리)
- 아산공수초등학교 (공수리)
- 아산세교초등학교 (세교리)
- 동방초등학교 (휴대리)
- 연화초등학교 (장재리)
- 용연초등학교 (장재리)
- 월천초등학교 (북수리)
- 배방중학교 (북수리)
- 설화중학교 (장재리)
- 모산중학교 (공수리)
- 세교중학교 (세교리)
- 이순신고등학교 (세교리)
- 설화고등학교 (장재리)
- 배방고등학교 (북수리)
- 호서대학교

## 교통
- 배방역
- 천안아산역
- 탕정역

## 아파트
| 단지명                      | 건설사                    | 시행사                                           | 주소             | 입주              | 비고     |
| --------------------------- | ------------------------- | ------------------------------------------------ | ---------------- | ----------------- | -------- |
| 배방역 효성해링턴 플레이스  | 효성㈜                    | ㈜하나자산투자                                   | 모산로 67        | 2018년 8월        |          |
| 배방 한라비발디             | ㈜한라건설                | ㈜한라건설                                       | 배방로 131       | 2006년 8월        |          |
| 배방 푸르지오               | 대우건설                  | ㈜디엔디홀딩스                                   | 배방로105번길 31 | 2007년 3월        |          |
| 배방자이 1차                | 지에스건설㈜              | 한국토지신탁                                     | 호서로 460       | 2007년 12월       |          |
| 배방자이 2차                | 지에스건설㈜              | ㈜금강디랜디                                     | 북수로 116       | 2007년 12월       |          |
| 힐스테이트 자이 아산센텀    | 지에스건설㈜ 현대건설     | ㈜아산탕정고양삼송주택개발위탁관리부동산투자회사 |                  | 2026년 2월 (예정) |          |
| 배방 1차 한성필하우스       | 한성종합건설㈜            | 한성종합건설㈜                                   | 배방로 58-43     | 2006년 12월       |          |
| 배방 2차 한성필하우스       | 한성종합건설㈜            | 한성종합건설㈜                                   | 배방로 58-46     | 2007년 8월        |          |
| 배방 3차 한성필하우스       | 한성종합건설㈜            | 한성종합건설㈜                                   | 모산로 51        | 2017년 10월       |          |
| 배방 5차 한성필하우스       | 한성개발㈜                | 대유건설㈜                                       | 모산로 52        | 2018년 11월       |          |
| 배방 6차 한성필하우스       | 한성건설㈜                | 배방센트럴시티 지역주택조합                      | 배방로 127       | 2020년 8월        |          |
| 배방 한성필하우스 리버시티  | 한성건설㈜                | 삼보산업㈜ ㈜대유산업                            |                  | 2027년 2월 (예정) |          |
| 배방오르젠 1단지 중앙하이츠 | 중앙건설                  | ㈜GC스페이스                                     | 배방로 58-10     | 2006년 7월        |          |
| 배방오르젠 2단지 중앙하이츠 | 중앙건설                  | 우인건설㈜                                       | 배방로 58-11     | 2006년 7월        |          |
| 새솔마을 중앙하이츠         | 중앙건설                  | ㈜비엔디개발                                     |                  | 2008년 2월        |          |
| 연화마을 7단지 휴먼시아     | 경남기업                  | 대한주택공사                                     | 연화로 16        | 2008년 9월        | 국민임대 |
| 용연마을 1단지 휴먼시아     | 범양건영                  | 대한주택공사                                     |                  | 2008년 10월       | 국민임대 |
| 연화마을 8단지 휴먼시아     | 한신공영 ㈜도원이엔씨     | 대한주택공사                                     | 연화로 36        | 2009년 6월        |          |
| 용연마을 3단지 휴먼시아     | ㈜케이씨씨건설 동산건설㈜ | 대한주택공사                                     | 용연로 54        | 2009년 6월        |          |

## 장재·휴대·세교리의 행정구역 조정 요구

### 천안시 편입
봉강천을 경계로 기존 배방 시가지와 분리된 장재리, 휴대리, 세교리 지역은 천안시 서북구 불당동, 쌍용동, 동남구 신방동과 동네 길 하나 놓고 마을이나 시가지가 붙어 있기 때문에, 이 지역 주민들은 1985년부터 생활권과 행정구역이 불일치하는 데서 발생하는 문제를 들어 천안시 편입을 지속적으로 주장해왔다.
봉강천을 경계로 기존 배방 시가지와 분리되어 있는 이 3개리 지역은 온양보다 천안 시내와의 거리가 가깝고, 주민들은 교육, 문화 생활 및 경제 활동 등에 있어서 대부분의 생활이 천안시를 중심으로 이루어지고 있는데, 행정구역만 아산시라서 상수도도 들어오지 않고 쓰레기 수거도 제대로 되지 않는 등 불편한 사항이 많다고 주민들은 주장하였다.이에 장재리 등 3개리의 주민들은 천안시 편입추진위원회를 구성해 행정자치부와 충청남도 등에 청원서를 제출하고 수차례에 걸쳐 시위·농성을 벌이는 등 신도시 개발 공사로 이주하기 전까지 천안시 편입을 꾸준히 주장하였다.
이에 따라 1994년 정부에서는 충청남도에 천안시와 아산시 간의 행정구역 조정을 중재할 것을 지시했으나, 천안아산역 역세권과 신도시를 통한 세수 확대라는 이익만을 바라본 아산시의 강력한 반대로 이 지역의 천안시 편입은 무산되었다. 그러나, 최근까지도 행정구역과 생활권의 불일치를 이유로 신도시권 주민들 사이에서는 편입 요구가 종종 나오고 있다.

## 분동 문제
배방읍의 인구가 75,000명으로 폭증하면서, 3~4개 내지 5개의 행정동으로 쪼개야 한다는 주장이 있다. 배방읍을 분동한다면 원도심 지역의 동을 통합하는 조건을 전제로 하여 행정 균형 발전에 도움이 되는 등 배방읍을 배방1, 2, 3, 4동으로 나뉘자는 목소리가 커질 정도이기도 하다. 분동 시 주거 지역, 공업 지역, 미개발 지역 등을 구분하여 분동하기 위해 장유면, 신현읍, 태안읍, 교하읍, 회천읍 등 과거에 있었던 읍면 지역들을 분동하는 사례를 벤치마킹할 필요가 있으며, 경기도 용인시가 수지출장소를 수지구로 승격하는 것, 기흥읍과 구성읍을 통합한 기흥구로 출범시키는 사례와 비슷하게 분동할 여건을 충족시키는 조건을 가질 필요가 있다.

## 간선 도로
| 구분 | 도로 이름 |
| ---- | --- |
| 대로 | 고속철대로, 온천대로, 이순신대로 |
| 로   | 봉강천로, 고불로, 호서로, 갈산교로, 모산로, 배방로, 북수동로, 북수로, 북수서로, 새아산로, 솔치로, 순천향로, 연화로, 용연로, 공원로, 광장로, 희망로, 장재로                               |
| 길   | 갈매길, 공수길, 구령길, 구령서길, 배방산길, 북수북길, 세교길, 세교안길, 수철남길, 수철리길, 신흥길, 용연동길, 중리길, 천안천길, 태화산길, 행단길, 휴대길, 휴대세교길, 휴대안길, 설화고길 |